# Voyage scolaire (film)
Voyage Scolaire (titre original Klassenfahrt) est un film germano-polonais réalisé par Henner Winckler en 2002.

## Synopsis
Ronny est un lycéen plutôt timide. Il tombe amoureux d’Isa, une jeune fille de sa classe, lors d’un voyage scolaire en Pologne mais tout se complique lorsque Ronny rencontre Marek, un jeune polonais, qu'Isa ne laisse pas indifférent.

## Fiche technique
- Titre original : Klassenfahrt
- Réalisateur : Henner Winckler
- Scénariste : Henner Winckler, Stefan Kriekhaus
- Co-production :  Tempus, Schramm Film, Zweites Deutsches Fernsehen (ZDF)
- Image : Janne Busse
- Musique : Cem Oral
- Montage : Bettina Böhler
- Son : Johannes Grehl
- Genre : Drame, romance
- Durée : 83 minutes
- Année : 2002
- Pays : Allemagne
- Langue : Allemand
- Couleur : Couleur
- Dates de sortie : 
  - 8 février 2002 (Festival du film de Berlin)
  - 9 février 2005 (France)
- Production : Schramm Film (Allemagne)

## Distribution
- Steven Sperling : Ronny
- Sophie Kempe : Isa
- Maxi Warwel : Martina
- Jakob Panzek : Steven
- Bartek Blaszczyk : Marek
- Fritz Roth : Professeur
- Gordon Schmidt
- Mathias Liefeldt
- Florian Thiele
- Anne Schröder
- Henrik Haftenberger
- Margarita Kaiser
- Bart Laubsch
- Dennis Pekar
- Matthias Schenk

## Nominations et récompenses
- Grand prix de l'Entrevues Film Festival[1]
- Prix spécial du jury au Sochi International Film Festival[1]
- Nommé au Festival du Film de Morteau[2]
- Meilleur film étranger au festival du film de Belfort[3]

## Critiques
D'après Télérama, « le film de Winckler est organisé comme un ballet, une lente chorégraphie qui connait parfois de brusques accélérations burlesques ».
Pour les Inrocks, « Winckler ne plaque aucun scénario sur ces corps impatients mais les laisse parler d’eux-mêmes, à travers leurs gestuelles tâtonnantes et leurs paroles suspendues ».